# Anisodes dotilla
Anisodes dotilla är en fjärilsart som beskrevs av Swinhoe 1894. Anisodes dotilla ingår i släktet Anisodes och familjen mätare. Inga underarter finns listade i Catalogue of Life.